# NGC 3561
NGC 3561 é uma galáxia espiral barrada (SB0-a) localizada na direcção da constelação de Ursa Major. Possui uma declinação de +28° 41' 48" e uma ascensão recta de 11 horas, 11 minutos e 13,2 segundos.
A galáxia NGC 3561 foi descoberta em 30 de Março de 1827 por John Herschel.